# اللجنة الأمريكية المشتركة للسرطان
اللجنة الأمريكية المشتركة للسرطان (بالإنجليزية: American Joint Committee on Cancer)‏ وتُعرف اختصارًا AJCC هي مُنظمةٌ تعرف لعملها بتحديد وتعميم معايير مراحل تصنيف تطور مرض السرطان، وأصبح هُناك رسميًا نظام تصنيف مراحل اللجنة الأمريكية المشتركة للسرطان.

## العضوية
تشمل اللجنة الأمريكية المشتركة للسرطان عددًا من المنظمات، ومنها:
- الرابطة الأمريكية لأخصائيي علم الأمراض
- جمعية السرطان الأمريكية
- الكلية الأمريكية للأطباء
- الكلية الأمريكية للأشعة
- الكلية الأمريكية للجراحين
- جمعية الرأس والعنق الأمريكية
- الجمعية الأمريكية لعلاج الأورام بالإشعاع
- الجمعية الأمريكية لعلم الأورام السريري
- الجمعية الأمريكية لجراحي القولون والمستقيم
- جمعية المسالك البولية الأمريكية
- الشراكة الكندية لمكافحة السرطان
- مراكز السيطرة على الأمراض والوقاية منها
- كلية علماء الأمراض الأمريكية
- التعاون الدولي في الإبلاغ عن السرطان
- المعهد الوطني للسرطان
- الرابطة الوطنية لسجلات السرطان
- الشبكة الوطنية الشاملة للسرطان
- رابطة أمريكا الشمالية لسجلات السرطان المركزية
- جمعية الأورام النسائية
- جمعية الأورام الجراحية
- جمعية أورام المسالك البولية